# Phyllophaga nudipennis
Phyllophaga nudipennis är en skalbaggsart som beskrevs av Frey 1975. Phyllophaga nudipennis ingår i släktet Phyllophaga och familjen Melolonthidae. Inga underarter finns listade i Catalogue of Life.